# Reclamo (libro)

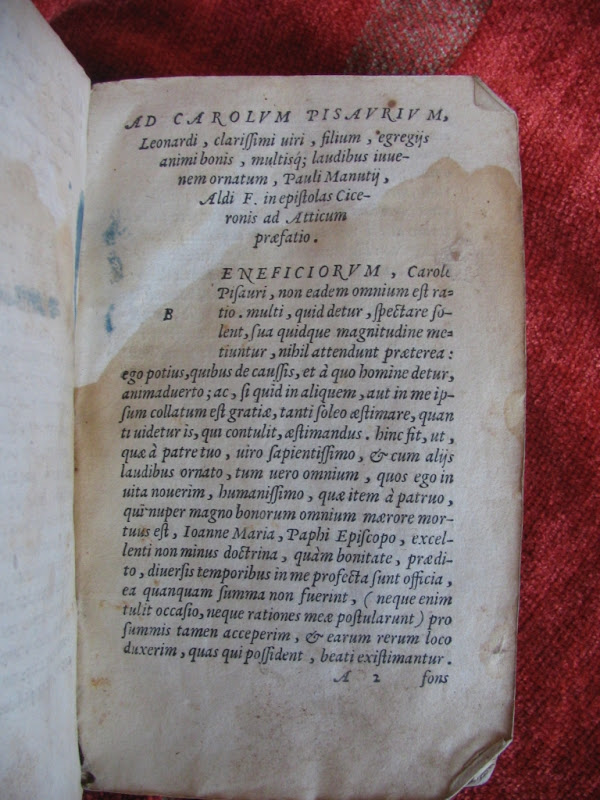
Página de un libro del con reclamo, la sílaba «fons».

El reclamo es la sílaba o palabra que se colocaba en la parte inferior derecha de la página para indicar como empieza la página siguiente.
Los reclamos servían para ayudar al encuadernador, al tipógrafo y al lector, sobre todo cuando se lee en voz alta.
Los reclamos se usaron en los manuscritos y se incorporan a los libros a mediados del siglo XVI d. C., su uso se extingue en el siglo XIX.